# Leopold Brodziński
Leopold Brodziński (również Leopold Orwicz-Brodziński), właśc. Leopold Trzebuchowski (ur. 12 listopada 1894 w Warszawie, zm. 1942 w Auschwitz-Birkenau) – polski autor tekstów, aktor i dziennikarz. 

## Życiorys
Syn Łukasza Trzebuchowskiego i Marii z Brodzińskich. Studiował w Szkole Aplikacyjnej w Warszawie, po jej ukończeniu debiutował na deskach Teatru Letniego w warszawskim Ogrodzie Saskim. Podczas sezonu 1915/1916 grał równolegle w Teatrze Artystycznym i Teatrze Polskie Miniatury, a także nadal w Teatrze Letnim. Od 13 listopada 1915 do 8 maja 1916 był kierownikiem artystycznym zespołu Towarzystwa Dramatycznego, następnie założył grupę aktorską „Niezależni”. Po dwóch latach powrócił do gry na scenach teatrów Miraż i Qui Pro Quo, jednak wkrótce przystąpił do objazdowego Teatru Żołnierskiego. W międzyczasie redagował i wydawał „Przegląd Teatralny”, ale wydawnictwo to nie przyjęło się i wkrótce Leopold Brodziński zaprzestał jego publikacji. Od października 1919 przez kwartał był dyrektorem Teatru Dramatycznego w Warszawie, od tego czasu sporadycznie pojawiał się w stałej obsadzie scen warszawskich. Od 1924 przez rok redagował „Przegląd Teatralny i Filmowy”. W 1929 podczas pobytu w Paryżu przystąpił na jeden sezon do zespołu polskich aktorów kierowanych przez Karola Bendę. W 1930 powrócił do kraju, dwa lata później na krótki okres objął stanowisko dyrektora Teatru Nowości. Założyciel i od 3 września 1932 dyrektor Teatru 8:30. Podczas sezonu 1938/1939 pracował w charakterze referenta prasowego Teatru Kameralnego w Warszawie, gdzie angażował się do ról epizodycznych. Był członkiem Związku Dziennikarzy i Sprawozdawców Filmowych. 
Leopold Brodziński poza pracą aktorską i dziennikarską zajmował się również tłumaczeniem sztuk teatralnych i librett operetkowych. Współautor operetek: Jacht miłości, Miłość i złoto, Na fali eteru. Był również autorem sztuk teatralnych m.in. Ironia losu (1913) i Miłość i zazdrość (1926). Ponadto był również sekretarzem Poli Negri. Pracował z Julianem Krzewińskim. 
Od 1931 był mężem Zofii Ginter. 
Aresztowanego na początku 1942 Leopolda Brodzińskiego Niemcy uwięzili w KL Auschwitz, gdzie został zamordowany.

## Odznaczenia
- Krzyż Legionowy[1]
- Odznaka pamiątkowa Frontu Pomorskiego[1]
- Srebrny Medal pro Merito Melitensi[1]